# Chambre de commerce et d'industrie de Montauban et de Tarn-et-Garonne
La chambre de commerce et d'industrie de Montauban et de Tarn-et-Garonne est la chambre de commerce et d'industrie du département de Tarn-et-Garonne. Son siège est à Montauban au 53, avenue Gambetta (depuis le 8/08/17).
Elle fait partie de la chambre de commerce et d'industrie de région Occitanie.

## Missions
À ce titre, elle est un organisme chargé de représenter les intérêts des entreprises commerciales, industrielles et de service du Tarn-et-Garonne et de leur apporter certains services. C'est un établissement public qui gère en outre des équipements au profit de ces entreprises.
Comme toutes les CCI, elle est placée sous la double tutelle du Ministère de l'Industrie et du Ministère des PME, du Commerce et de l'Artisanat.

### Service aux entreprises
- Centre de formalités des entreprises
- Assistance technique au commerce
- Assistance technique à l'industrie
- Assistance technique aux entreprises de service

### Centres de formation
- Centre de formation consulaire ;
- École de Gestion et de Commerce ;
- Institut de Formation par Alternance.

Création de la CCI du Tarn et Garonne en 1804

## Pour approfondir